# Tichke
 (juin 2025).
Si vous disposez d'ouvrages ou d'articles de référence ou si vous connaissez des sites web de qualité traitant du thème abordé ici, merci de compléter l'article en donnant les références utiles à sa vérifiabilité et en les liant à la section « Notes et références ».
Tichke, connu aussi sous le nom de Plastichke, est un chanteur belge francophone né le 2 février 1948 et décédé à Anderlecht le 7 février 2003. Son vrai nom est Jacques Godefroy, il a composé ses premières chansons sous le pseudonyme de Jacques Olivier dans les années 1960.
Son plus grand succès, Ça Gaze pour moi, est orchestré par une partie des musiciens de la version originale Ça plane pour moi, interprétée par Plastic Bertrand.

## Chansons
Jacques Godefroy a composé une quarantaine de chansons dans les années 1970-1980, aussi bien sous le pseudonyme de Tichke, que de Plastichke. Plusieurs d'entre elles sont des reprises de chansons populaires de l'époque, comme Ça plane pour moi de Plastic Bertrand (Ça gaze pour moi), Rasputin de Boney M (Pope Moudjik) et In the Navy des Village People (Dans la Police), avec des textes en français mâtiné de brusseleir.

## Discographie

### 1975
- Chez Pierrot
- Fernande
- Le Gigolo
- J'suis fiancé
- Je suis un smokkeleir
- Les souris dansent
- Stoemp à la Tichke
- Le tango sexuel
- Vive le Marché Commun
- La Vodka
- Le zizi

### 1978
- Allez vous faire bronzer
- Allô Jojo
- Ça gaze pour moi
- J'ai la gueule de bois
- Les mauves et blancs sont les plus grands
- Pope Moudjik (Rasputin)
- Qu'il est beau
- Un coup je t'vois, un coup j'te vois pas
- La Vieille Folle
- Vive les mauves et blancs d'Anderlecht

### 1979
- Dans la police
- J'ai trop bu (J'ai pleuré)

### 1980
- Marie frott' frott'
- Le Tango des cocus

### 1987
- "Brrr" Elle me pique (Reet Petite)